# Wilhelm Jerusalem

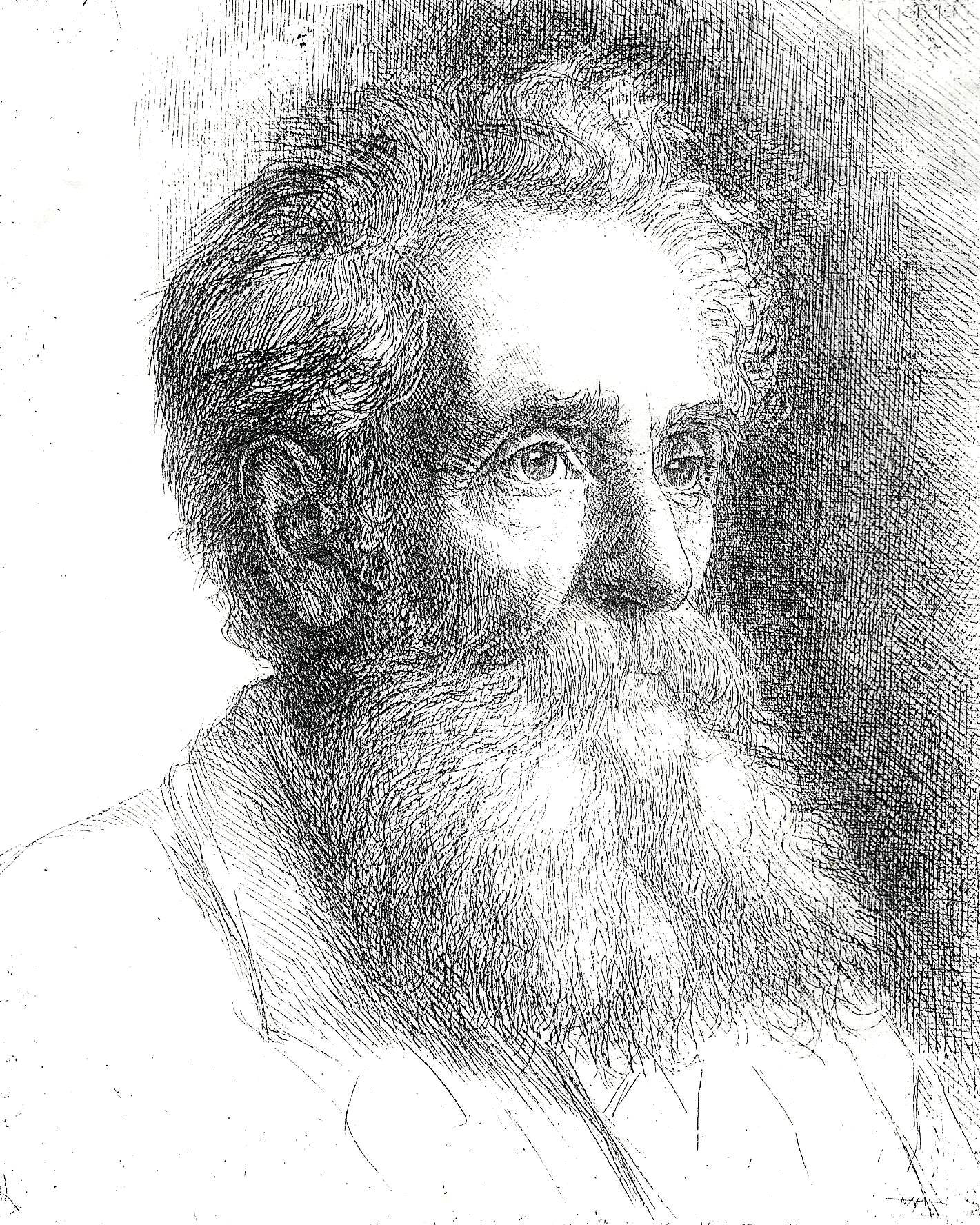
Wilhelm Jerusalem

Wilhelm Jerusalem (* 11. Oktober 1854 in Dřenitz, Böhmen; gest. 15. Juli 1923 in Wien) war ein österreichischer Pädagoge, Philosoph und Soziologe.

## Werdegang
Von 1872 bis 1876 studierte er an der Universität Prag klassische Philologie und promovierte über „Die Inschrift von Sestos und Polybios“. 1878 erhielt er von der Jüdischen Gemeinde in Prag die Lehrerlaubnis als Rabbiner.
Bis 1887 war er Gymnasiallehrer in Prag und Nikolsburg in Mähren. 1888 wurde er Mitglied des Lehrkörpers am k.k. Staatsgymnasium im VIII. Bezirk Wiens.
1891 wurde er als Privatdozent an der Universität Wien zugelassen. Vom Studienjahr 1892 / 1893 an hielt er regelmäßig Vorlesungen über die Einleitung in die Philosophie (als Buch in zehn Auflagen erschienen; Übersetzung in acht Sprachen). Sein Lehrbuch der Psychologie wurde in sieben Auflagen herausgegeben und in fünf Sprachen übersetzt.
1894 bis 1902 lehrte er auch an der Israelitisch-Theologischen Lehranstalt in Wien. Wilhelm Jerusalem war auch jahrelang Präsident von B’nai B’rith Wien.
1906 beteiligte er sich, gemeinsam mit dem Gynäkologen Hugo Klein (1863–1937), dem Politiker Julius Ofner (1845–1924) und dem Kinderarzt Josef Karl Friedjung (1871–1946) an der Gründung des „Österreichischen Bundes für Mutterschutz“.
Wilhelm Jerusalem gab 1907 sein Lehramt an Mittelschulen auf. 1912 brachte er dazu das Werk Die Aufgaben des Lehrers an höheren Schulen heraus, von Moritz Schlick als das schönste seiner Bücher bezeichnet.
Jerusalem forderte höflich, aber bestimmt eine Bildungsreform in Altösterreich. Besonders interessierte er sich für die Bildungschancen von Minderheiten. Er verfasste die erste Monografie über die Erziehung von Taubblinden. 1890 veröffentlichte Jerusalem eine psychologische Studie über die taubblinde Laura Bridgman. Er hatte das literarische Talent der taubblinden Autorin Helen Keller entdeckt und war mit ihr in Briefkorrespondenz.
1907 gründete er mit Rosa Mayreder, Max Adler, Rudolf Goldscheid, Ludo Hartmann, Karl Renner, Rudolf Eisler, Josef Redlich und Michael Hainisch die Soziologische Gesellschaft in Wien, die bis in die 1920er Jahre rege Vortrags- und Publikationstätigkeit entwickelte.
Besonders interessiert war Jerusalem an der philosophischen Richtung und Methode des Pragmatismus, dessen Hauptwerk „Der Pragmatismus“ von William James er 1907 in die deutsche Sprache übersetzte. Jerusalems eigene philosophische Anschauung war dem Pragmatismus verwandt.
Nach dem Ersten Weltkrieg wurde Jerusalem außerordentlicher Professor für Philosophie und Pädagogik an der Wiener Universität. Im Frühsommer 1919 wurde Jerusalem Pädagoge des Schönbrunner Kreises, der Arbeitsgemeinschaft sozialistischer Erzieher. Dem Wiener Vizebürgermeister Max Winter gelang es, den Österreichischen Kinderfreunden im Hauptgebäude des Schlosses Schönbrunn Räumlichkeiten zur Verfügung zu stellen. In dieser Schönbrunner Erzieherschule, in der junge Menschen zu Pädagogen ausgebildet wurden, konnte Jerusalem seine reformpädagogischen Programme gemeinsam mit seinen Kollegen Alfred Adler, Max Adler, Marianne Pollak, Josef Luitpold Stern und Otto Felix Kanitz verwirklichen.

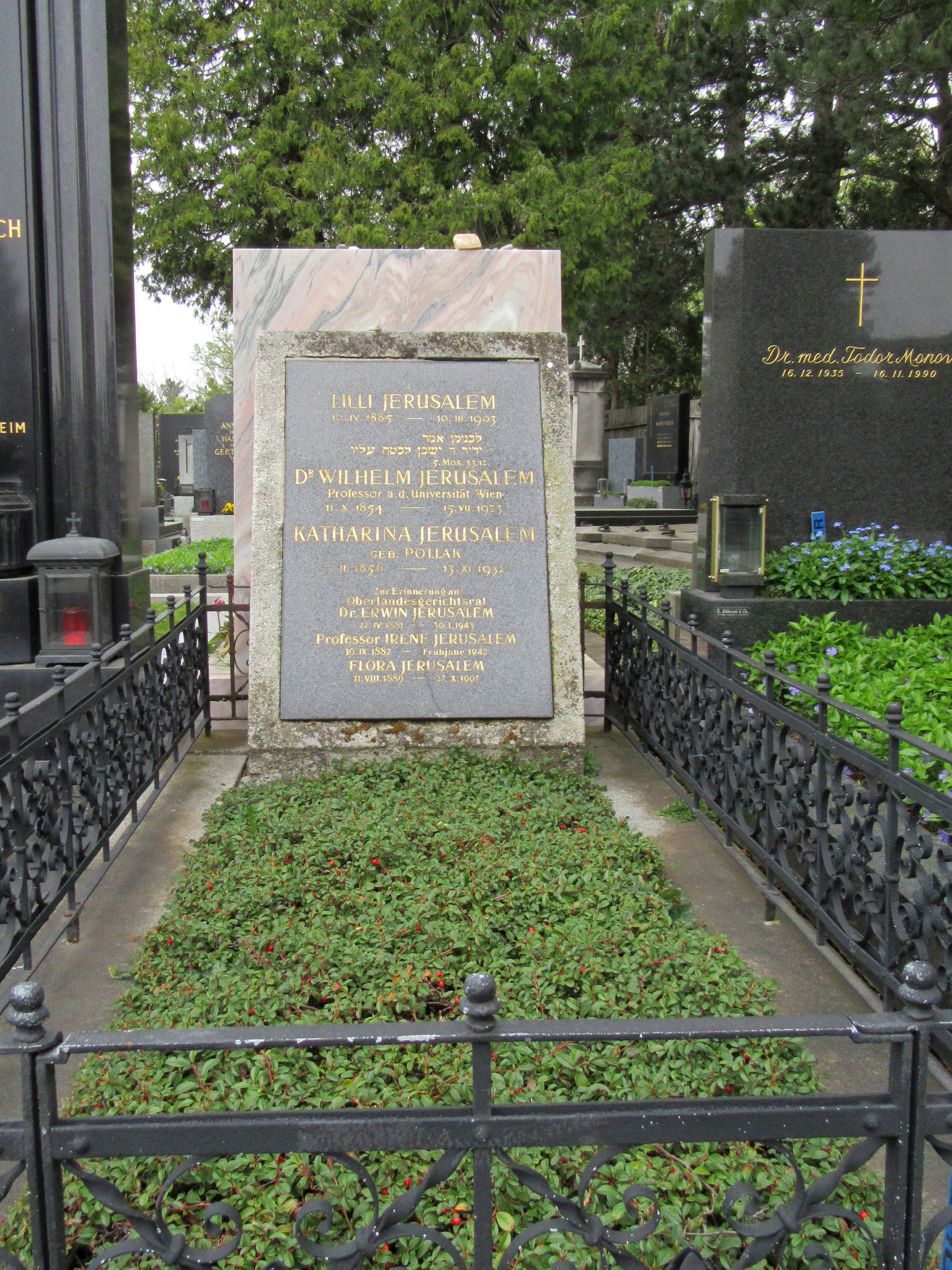
Grab der Familie Jerusalem auf dem Döblinger Friedhof

1923 wurde Wilhelm Jerusalem auf Betreiben Otto Glöckels zum ordentlichen Professor für Philosophie und Pädagogik an der Universität Wien ernannt.
Jerusalem starb am 15. Juli 1923 in Wien an Herzversagen und wurde auf dem Döblinger Friedhof beerdigt. Das Grab ist noch erhalten. Im Jahr 1954 wurde in Wien-Floridsdorf (21. Bezirk) die Jerusalemgasse nach ihm benannt.
Zu Wilhelm Jerusalems Schülern und Studenten zählten unter anderem: Stefan Hock, Karl Renner, Erwin Stein, Viktor Ullmann, Otto Felix Kanitz und Anton Wildgans.

## Familie
Er hatte mit seiner Frau Katharina, geb. Pollak (* 1856 in Tannwald, Nordböhmen, gest. 1932 in Wien), fünf Kinder;
- Edmund, * 17. September 1879 in Nikolsburg, gest. 23. März 1962 in Jerusalem.
- Erwin Jerusalem, * 27. April 1881 in Nikolsburg, Oberlandesgerichtsrat bzw. Senatsvorsitzender in Wien, wurde am 30. Jänner 1943 in Auschwitz ermordet.[7]
- Nach der im Nationalsozialismus umgekommenen Tochter Irene Jerusalem, * 10. September 1882 in Nikolsburg, gest. 1942 oder 1943, ist seit 2006 der Irene-Jerusalem-Weg im 13. Bezirk, Hietzing, benannt.
- Lilli, * 4. April 1885 in Nikolsburg, gest. 10. März 1903 in Wien
- Flora, * 11. August 1889 in Wien, gest. 27. Oktober 1907 in Wien

## Schriften (Auswahl)
- Zur Reform des Unterrichtes in der philosophischen Propädeutik. In: Programm des Staats-Gymnasiums in Nikolsburg. Nikolsburg 1885, S. 3–32 (Digitalisat)
- Laura Bridgman, Erziehung einer Taubblinden. Verlag des k.k. Staatsgymnasiums im VIII.Bezirk, Wien 1890.
- Grillparzers Welt- und Lebens-Anschauungen. Eisenstein Verlag, Wien 1891.
- Die Urtheilsfunction. Verlag Wilhelm Braumüller, Wien und Leipzig 1895.
- Das Haus der Piaristen. Zum 16. November 1901. In: Festschrift zur Feier des zweihundertjährigen Bestandes des k. k. Staatsgymnasiums im VIII. Bezirke Wiens. Wien 1901, S. V-IX (Digitalisat)
- Die Aufgaben des Mittelschullehrers. Verlag Wilhelm Braumüller, Wien und Leipzig 1903.
- Kants Bedeutung für die Gegenwart. Verlag Wilhelm Braumüller, Wien und Leipzig 1904.
- Marie Heurtin. Erziehung einer blind und taub Geborenen. Verlagsbuchhandlung Carl Konegen, Wien 1905.
- Gedanken und Denker. Verlag Wilhelm Braumüller, Wien und Leipzig 1905
- Der kritische Idealismus und die reine Logik. Wien und Leipzig 1905. (Digitalisat in der Digitalen Bibliothek Mecklenburg-Vorpommern)
- Wege und Ziele der Ästhetik. Verlag Wilhelm Braumüller, Wien und Leipzig 1906.
- Der Pragmatismus, Vorwort zur Übersetzung des Werkes von William James. Felix Meiner Verlag, Leipzig 1907.
- Die Aufgaben des Lehrers an Höheren Schulen. Verlag Wilhelm Braumüller, Wien/Leipzig 1912.
- Der Krieg im Lichte des Gesellschaftslehre. Ferdinand Enke, Stuttgart 1915.
- Zu dem Menschen redet eben die Geschichte. In: Friedenspflichten des Einzelnen. Verlag Friedrich Andreas Perthes, Gotha 1917.
- Moralische Richtlinien nach dem Kriege. Verlag Wilhelm Braumüller, Wien 1918
- Meine Wege und Ziele. In: Die Philosophie der Gegenwart in Selbstdarstellungen. Band III herausgegeben von Raymond Schmidt. Felix Meiner Verlag, Leipzig 1922.
- Einleitung in die Philosophie. Verlag Wilhelm Braumüller, Wien 1899. 9./10. Auflage 1923.
- Die soziologische Bedingtheit des Denkens und der Denkformen. In: Versuche zu einer Soziologie des Wissens. Herausgegeben  von Max Scheler. Verlag Duncker & Humblot, München/Leipzig 1924.
- Gedanken und Denker Neue Folge. Herausgegeben von Edmund und Erwin Jerusalem, Verlag Wilhelm Braumüller, Wien 1925.
- Lucien Lévy-Bruhl: Das Denken der Naturvölker. Mit einem Geleitwort von Wilhelm Jerusalem, Verlag Wilhelm Braumüller, Wien 1926.
- Einführung in die Soziologie. Verlag Wilhelm Braumüller, Wien 1926.
- Wilhelm Jerusalem – Helen Keller – Briefe, herausgegeben von Herbert Gantschacher. ARBOS-Edition 2012, ISBN 978-3-9503173-0-5.